# Janowski III

Janowski III

Janowski III – kaszubski herb szlachecki.

## Opis herbu
Opis z wykorzystaniem zasad blazonowania, zaproponowanych przez Alfreda Znamierowskiego:
W polu błękitnym krzyż podwójny, trójlistny, z dolnym ramieniem krótszym, złoty. Klejnot: nad hełmem w koronie ramię zbrojne, wzniesione do cięcia. Labry błękitne, podbite złotem.

## Najwcześniejsze wzmianki
Herb wymieniany w herbarzach Ledebura (Adelslexikon der preussiche Monarchie von..., błędnie nazwany Prus I), Zedlitza-Neukircha (Neues preussichen Adelslexikon) oraz Uruskiego (Rodzina. Herbarz szlachty polskiej).

## Rodzina Janowskich
Istniało ponad dwadzieścia rodzin szlacheckich tego nazwiska, z czego kilka na Pomorzu i Kaszubach. Herbu własnego z krzyżem mieli używać Janowscy z Prus Zachodnich oraz Saksonii. Do rodziny tej według Uruskiego należał Piotr Janowski, miecznik malborski w 1747, oraz nieznany z imienia sztabs-major z Erfurtu. Według Pragerta, oficerem tym miał być Anton Joseph von Janowsky, do 1806 platzmajor w Erfurcie, syn Karola Michała, który w 1802 użył pieczęci z herbem Janowski II. Świadczyć to może o zmienności herbu w obrębie rodziny albo o zwyczajnym błędzie heraldyków. Herbem z krzyżem na pewno posługiwali się Janowscy z Płaczewa koło Starogardu. Z rodziny tej Stanisław von Janowski (1742-1806) był notariuszem kossobudzkim w 1771-1797 i złożył w 1790 hołd królowi pruskiemu. Obecnie herbu tego używa rodzina Janowskich z Pomorza i Lubeki, z której Siegfried Johann jest badaczem dziejów rodziny, genealogiem i przedstawicielem Związku Szlachty Polskiej na północne Niemcy. 

## Herbowni
Janowski (Janowsky).
Istnieli też na Pomorzu inni Janowscy, używający herbów Janowski i Janowski II.